# Tamon Yamaguchi
Tamon Yamaguchi (japonès: 山口 多聞, Yamaguchi Tamon, 17 d'agost de 1892 - 5 de juny de 1942) va ser un contraalmirall de la Marina Imperial Japonesa que va servir durant la Segona Guerra Sino-japonesa i a la Guerra del Pacífic durant la Segona Guerra Mundial. La força de portaavions de Yamaguchi va formar part de l'atac a Pearl Harbor. Posteriorment va participar en la batalla de Midway, on va morir en acció, escollint enfonsar-se amb el portaavions Hiryū quan va ser enfonsat després de ser paralitzat per avions de l'USS Enterprise de l'USS Yorktown.

## Biografia

### Carrera inicial
Yamaguchi va néixer a Koishikawa Tòquio i era el tercer fill d'un antic samurai del domini Matsue. El seu nom de pila "Tamon" era el nom infantil de l'heroi medieval Kusunoki Masashige. Va assistir a l'Acadèmia Kaisei i va ser acceptat a la 40a classe de l'Acadèmia Naval Imperial Japonesa, on es va graduar el 1912, ocupant el lloc 21 de 144 cadets. Entre els seus companys de classe hi havia Takijirō Ōnishi i Matome Ugaki. Com a alferes, va servir al creuer Chikuma i al cuirassat Aki. Després de la seva comissió com a tinent de grau inferior, va completar la formació d'artilleria naval i l'escola de torpedes i va ser assignat al 3r Esquadró de Submarins el desembre de 1916. Va ser enviat al Mediterrani amb la flota japonesa com a part de la contribució del Japó a l'Aliança Anglojaponesa a la Primera Guerra Mundial i va participar en operacions de combat com a oficial del destructor Kashi amb base a Malta a partir del juliol de 1918. Va ser ascendit al grau de tinent el desembre d'aquell any. El gener de 1919, va ser assignat a una unitat de navegació amb l'esquadró naval que escortava submarins de la Marina Imperial alemanya rebuts pel govern japonès com a part dels pagaments de reparació d'Alemanya al final de la Primera Guerra Mundial. Va servir en tasques administratives a terra al districte naval de Yokosuka (des de juliol de 1919), al districte naval de Kure (a partir d'octubre de 1919) i al districte naval de Sasebo (des de desembre de 1920).

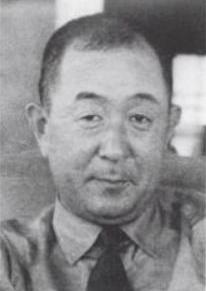
Tamon Yamaguchi

El març de 1921, Yamaguchi va ser enviat als Estats Units per assistir a la Universitat de Princeton a càrrec de la Marina, i va tornar al Japó el maig de 1923. Al seu retorn al Japó, va ser assignat al cuirassat Nagato durant sis mesos, abans de servir com a instructor. a l'Escola de Submarins de desembre de 1923 a desembre de 1924. Després va assistir a l'Escola d'Estat Major Naval, del qual es va graduar amb honors el novembre de 1926. Des de novembre de 1927, va ser destinat a l'Estat Major de la Marina Imperial Japonesa. Yamaguchi va ser ascendit a comandant el desembre de 1928.
Assignat a la delegació japonesa a la Conferència Naval de Londres de 1930, es va unir a l'almirall Isoroku Yamamoto en oposició vocal als termes del tractat de desarmament. Després del seu retorn al Japó, va ser assignat com a oficial executiu del creuer Yura a partir de juliol de 1930. Des de novembre de 1930, va ser assignat a l'estat major de la Flota Combinada. Va exercir com a instructor a l'Escola d'Estat Major de la Marina des de novembre de 1932 i va ser ascendit al grau de capità el desembre d'aquell any.
Yamaguchi va ser l'agregat naval de l'ambaixada japonesa a Washington, DC, des de juny de 1934 fins a novembre de 1936. Al seu retorn al Japó, va rebre el seu primer comandament, el creuer Isuzu de desembre de 1936 a desembre de 1937, seguit del cuirassat Ise fins al desembre de 1938.

### Segona Guerra Mundial
Amb l'inici de la Segona Guerra sino-japonesa, l'Ise va ser assignat a patrulles davant de la costa sud de la Xina. Yamaguchi va ser ascendit a contraalmirall el 15 de novembre de 1938. Des de desembre, va ser el cap d'estat major de la 5a Flota i des de novembre de 1939 va formar part de l'estat major de la 1a Flota el gener de 1940, va esdevenir comandant del 1r Grup Aeri Combinat, i en aquesta capacitat va dirigir una campanya de bombardeig de saturació al centre de la Xina fins al 1940, inclòs el bombardeig de Chongqing.
El novembre de 1940, Yamaguchi va ser reassignat al comandament de la 2a Divisió de Portaavions, formada pels portaavions Sōryū i Hiryū. En preparació per a l'atac a Pearl Harbor, Yamaguchi va entrenar les seves tripulacions de vol sense pietat, la qual cosa va provocar molts accidents i queixes; tanmateix, l'entrenament va donar els seus fruits després de l'inici de les operacions de combat. Després de l'èxit de l'atac contra la flota nord-americana a Pearl Harbor, la força de portaavions de Yamaguchi va participar en la batalla de l'illa de Wake. Després de l'inici de 1942, va ser enviat al sud per ajudar a la batalla d'Ambon a les Índies Orientals Holandeses, seguida del bombardeig de Darwin al febrer. Al març, els seus portaavions van donar suport a les forces japoneses a la batalla de Java, escombrant les Índies Orientals Holandeses dels vaixells de guerra aliats restants. A l'abril, va creuar cap a l'oceà Índic per donar suport a la incursió a gran escala contra la Royal Navy a Ceilan.
Yamaguchi va tornar breument al Japó a finals d'abril per al manteniment de la seva flota. El juny de 1942, va ser assignat a l'operació Midway. Durant la batalla, el 4 de juny de 1942, Yamaguchi no estava d'acord amb el comandant de la flota, el vicealmirall Chūichi Nagumo. Un avió de reconeixement va descobrir un portaavions nord-americà (USS Yorktown) prop de Midway. En aquell moment, els avions japonesos havien estat armats per a un segon atac a Midway, amb els bombarders de nivell "Kate" portant bombes en lloc de torpedes. Yamaguchi va demanar un atac immediat al vaixell nord-americà, amb els avions armats com estaven, però Nagumo va decidir esperar fins que els avions haguessin estat rearmats. Poc després, els avions portaavions nord-americans van destruir tots els portaavions japonesos excepte el Hiryū, vaixell insígnia de Yamaguchi . Yamaguchi va ordenar ràpidament dos atacs successius contra el Yorktown que el van paralitzar. El Hiryū va ser destruït després per avions de l'USS Enterprise, a més d'alguns avions orfes del Yorktown .

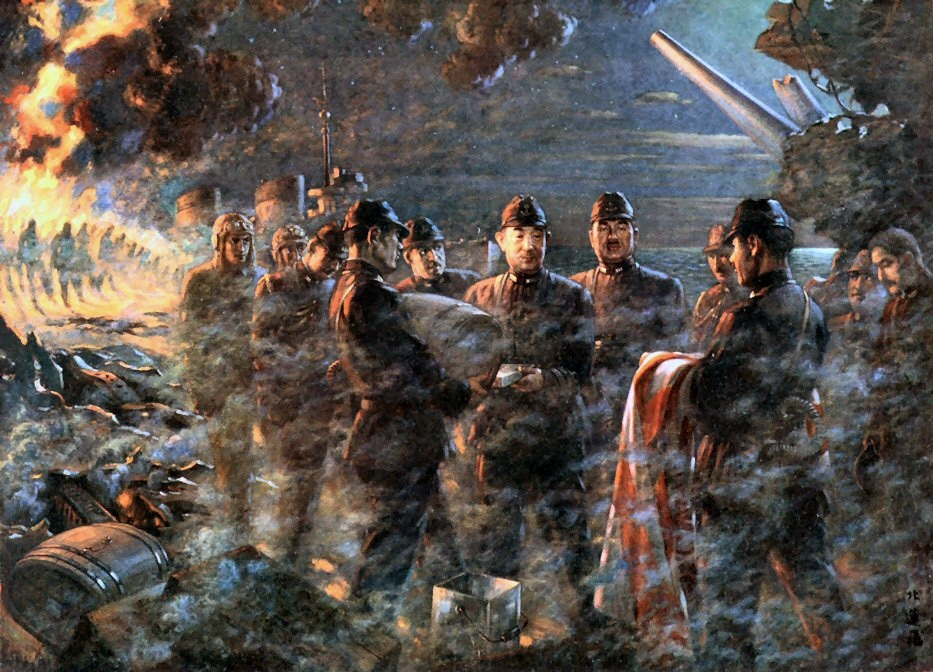
Pintura japonesa titulada "Últims moments de l'almirall Yamaguchi"

Yamaguchi va morir en acció, escollint enfonsar-se amb el portaavions naufragat. Ell i el capità del Hiryū, Tomeo Kaku van convocar tots els oficials i la tripulació a la coberta de vol, i en Yamaguchi es va dirigir a ells, assumint la responsabilitat de la pèrdua del Hiryū i el Soryu . Va anunciar: "Em mantindré a bord fins al final. Us ordeno a tots que abandoneu el vaixell i continueu el vostre lleial servei a Sa Majestat, l'Emperador". Aleshores, Yamaguchi va dirigir els seus homes en tres ovacions Banzai per a l'emperador. Quan els homes van començar a marxar, en Kaku es va girar cap a Yamaguchi i va dir: "Vaig a compartir el destí del vaixell, senyor". L'almirall va acceptar, i tots dos homes van començar a admirar tranquil·lament la lluna. Yamaguchi va dir a en Kaku: "Gaudim de la bellesa de la lluna". "Que brillant que brilla", va acceptar en Kaku, "Deu ser en el seu vint-i-un dia". Yamaguchi es va negar a permetre que els seus oficials es quedessin amb ells. Va demanar al comandant Ito que lliurés dos darrers missatges; el primer va ser per a l'almirall Nagumo: "No tinc paraules per disculpar-me pel que ha passat. Només desitjo una marina japonesa més forta i venjança". El segon va ser per al capità Toshio Abe, comandant al destructor Kazagumo: "Enfonsi l'Hiryū amb els teus torpedes". Tots els homes, inclosos Yamaguchi i Kaku, van compartir llavors galetes navals i aigua, en un brindis de comiat. Quan el comandant Ito marxava, en Yamaguchi li va lliurar la gorra com a record per a la seva família. En Yamaguchi i en Kaku van ser vistos per última vegada al pont del portaavions malmès fent un gest a la tripulació que abandonava el vaixell. El capità Abe va dur a terme la seva ordre final i el Makigumo va torpedejar l'Hiryū. Un torpede va fallar i l'altre va colpejar prop de la proa sense el típic plomall d'aigua, tot i que la detonació era força visible. Hiryū es va enfonsar quatre hores després. Yamaguchi va ser promogut pòstumament al rang de vicealmirall i va rebre l'orde del Milà d'Or de 1a classe.

## A la cultura popular
A la pel·lícula de 1960 Hawaii Midway Ocean Combat; La tempesta al Pacífic (ハワイ・ミッドウェイ大海空戦 太平洋の嵐) , Yamaguchi va ser interpretat per Toshiro Mifune.
A la pel·lícula de 1970 Tora! Tora! Tora!, Yamaguchi va ser interpretat per Susumu Fujita.
A la pel·lícula Midway de 1976 , Yamaguchi va ser interpretat per l'actor hawaià John Fujioka.
Apareix a la sèrie manga del 2009 de Kouta Hirano, Drifters. A l'adaptació a l'anime del 2016, Yutaka Nakano li donà la veu.
A la pel·lícula de guerra de Toei de 2011 Isoroku,, Yamaguchi va ser interpretat per Hiroshi Abe.
A la pel·lícula Midway del 2019 , Yamaguchi és interpretat per Tadanobu Asano.

## Historial militar i condecoracions

### Promocions
Kaigun Shōi – 17 de juliol de 1912
 Kaigun Chūi - 13 de desembre de 1915
 Kaigun Taii - 1 de desembre de 1918
 Kaigun Shōsa - 1 de desembre de 1924
 Kaigun Shōsa - 10 de desembre de 1928
 Kaigun Taisa - 1 de desembre de 1932
 Kaigun Shōshō - 15 de novembre de 1938
 Kaigun Chūjō - 5 de juny de 1942 (pòstum)

### Condecoracions
Orde del Sol Naixent 2a classe
  Orde del Tresor Sagrat de 2a classe
  Orde del Milà d'Or de 1a classe
 Medalla Commemorativa de l'Entronització Taisho
 Medalla de la Guerra 1914-1920
 Medalla Commemorativa de l'Entronització Showa
 Medalla Commemorativa de la Victòria a la I Guerra Mundial
 Medalla de l'Incident Xinès de 1931-1934
 Medalla de l'Incident Xinès de 1937-45
 Medalla de l'incident de la frontera militar (Mantxukuo)
 Medalla de la Fundació de l'Estat (Mantxukuo)

## Nibliografia
- Fuchida, Mitsuo (with C.H. Kawakami and Roger Pineau), Midway - The Battle that Doomed Japan: The Japanese Navy's Story, Annapolis, 1955.
- Fuller, Richard. Shokan: Hirohito's Samurai.  Londres: Arms and Armour Press, 1992. ISBN 1-85409-151-4.
- Peattie, Mark R., Sunburst: The Rise of Japanese Naval Air Power 1909-1941, Annapolis, Maryland: Naval Institute Press, 2001, ISBN 1-55750-432-6
- Lord, Walter. Incredible Victory.  Nova York: Harper and Row, 1967. ISBN 1-58080-059-9.